# Cwmfelinfach
Cwmfelinfach är en by i Caerphilly i Wales. Byn är belägen 15,3 km 
från Cardiff. Orten har 1 463 invånare (2016).